# 북마케도니아의 통계 지방

북마케도니아의 통계 지방

북마케도니아는 8개의 통계 지방으로 나뉜다.
- 동부 지방
- 북동부 지방
- 펠라고니아 지방
- 폴로크 지방
- 스코페 지방
- 남동부 지방
- 남서부 지방
- 바르다르 지방

## 같이 보기
- 북마케도니아의 지방 자치체